# ووادیسواف اودونیک
ووادیسواف اودونیک (به لهستانی: Władysław Odonic)؛ تلفظ لهستانی: [vwaˈdɨswaf]؛ ملقب به تف‌انداز (به لهستانی: Plwacz) دوک کالیش در ۱۲۱۷–۱۲۰۷، دوک پوزنان در ۱۲۱۷–۱۲۱۶، حاکم Ujście در ۱۲۲۳، حاکم ناکوو ناد نوتچو از ۱۲۲۵ و دوک لهستان بزرگ از ۱۲۲۹ تا ۱۲۳۴ بود. او از ۱۲۳۴ تا هنگام مرگش تنها در نواحی شرق و شمال رود وارتا حکمرانی می‌کرد.
لقب تف‌انداز در نوشته‌های قرن ۱۳ میلادی به او داده شد اما منشأ آن مشخص نیست که به خاطر مشکلات او در گلویش بوده یا به خاطر شیوه بد حکمرانی‌اش، پسوند او که اودنیک خوانده می‌شود نیز به معنی پسر اودون است زیرا او پسر اودون، دوک کالیش بود.